# Jesús Sanz Montes
Jesús Sanz Montes O.F.M. (Madrid, 18 de janeiro de 1955) é um religioso franciscano espanhol. Desde 2009 ele é arcebispo de Oviedo.

## Seminário e sacerdote
Ele estudou Economia e Direito Comercial para ingressar no banco privado, onde trabalhou como funcionário antes de ingressar no Toledo Council Seminary em 1975, onde realizou estudos institucionais teológicos (1975-1981). Ele é bacharel em Teologia pela Faculdade de Teologia do Norte da Espanha (Burgos, 1981). Em 1981, entrou na observância franciscana, Província de São Gregório o Grande de Castela, tornando profissão temporária em 11 de setembro de 1982, em Arenas de San Pedro (Ávila) e profissão solene em 14 de setembro de 1985 em Toledo.
Obteve a ordenação diaconal a 27 de setembro de 1985 em Avila e a ordenação sacerdotal pelas mãos do então Arcebispo de Sevilla, Mons. Carlos Amigo Vallejo, a 20 de setembro de 1986 em Alcorcón (Madrid). Graduado em Teologia, com especialidade em Espiritualidade, pelo Pontifícia Universidade Antonianum em Roma (1986) e em Teologia da Vida Religiosa pela Universidade Pontifícia de Salamanca (1993). Ele também é doutor em Teologia Sagrada pela Pontifícia Universidade Antonianum de Roma (1999) Presidiu o CONFER diocesano de Toledo entre 1997 e 2000. Posteriormente e até 2003, foi Diretor do Secretariado da Comissão Episcopal de Vida Consagrada da CEE.
Quanto às atividades acadêmicas, ele é professor de espiritualidade medieval, professor da Hispanic Studies Association, membro do Conselho Editorial - edição em espanhol - da "Communio" Revista Católica Internacional; professor da Faculdade de Teologia San Dámaso, Madri e professor da Pontifícia Universidade Antonianum, em Roma.

## Bispo
Em 23 de outubro de 2003, o Papa João Paulo II assinou a Bula com a qual foi nomeado Bispo das Dioceses de Huesca e Jaca, sendo ambas as dioceses unidas "in persona Episcopi", embora independentemente uma da outra. Sua Ordenação Episcopal acontece na Catedral de Huesca em 14 de dezembro de 2003 pelo cardeal Antonio María Rouco Varela, assumindo a presidência da mesma eucaristia. Uma semana depois, em 21 de dezembro, tomou posse da diocese de Jaca, em uma celebração presidida pelo núncio Dom Manuel Monteiro de Castro.
No ano acadêmico de 2007/08, estabeleceu a existência de um seminário para as duas dioceses de Jaca e Huesca. No ano acadêmico de 2016-17, o seminário tem onze seminaristas. Em outubro de 2008, ele ergueu em Huesca a paróquia de San Francisco de Asis, número dez na capital de Huesca.
A 24 de junho de 2007 recebeu o título de Cavalheiro Distinto da Irmandade de San Juan de la Peña.
A 20 de maio de 2009, o Cardeal Franc Rode, Prefeito da Congregação para os Institutos de Vida Consagrada e Sociedades de Vida Apostólica, em nome do Santo Padre o nomeou Pontifício Comissário para a União Lumen Dei.
Papa Bento XVI nomeou-o quinto arcebispo metropolitano de Oviedo a 21 de novembro de 2009 em abril e tomou posse da sede em 30 de janeiro de 2010. Por meio da Congregação para os Bispos, em nome do Papa, foi nomeado Administrador Apostólico das Dioceses de Huesca e Jaca até que o bispo Julián Ruiz Martorell tomou posse de ambos os locais.
Quanto à questão de sua posição na ala mais conservadora do clero e como homem de Rouco, o bispo Sanz Montes diz que
"Há coisas que precisamos saber preservar, valores como a vida, a família, a educação ou a liberdade. Alguns são discutíveis e outros são claramente dispensáveis. Nesses, sou enormemente liberal, porque me considero um homem de diálogo. [... ] Quanto ao Presidente da Conferência Episcopal Espanhola, vale a pena ouvi-lo, embora eu não compartilhe tudo o que ele diz. E quanto ao retorno dos bens de Berbegal e Peralta que estão em Lérida, ele espera "iniciar o processo de devolução dos bens e que o próximo bispo os receba".
Em 2010, foi condecorado Grã-Cruz da Justiça da Sagrada Ordem Militar Constantiniana de São Jorge, pelo Infante Carlos, Duque da Calábria.
A sua postura ultraconservadora e crítica face às mudanças culturais e sociais contemporâneas ficou patente durante a inauguração do 1.º Congresso das Famílias e Professores Católicos das Astúrias, em março de 2025, onde elogiou o Presidente Donald Trump, e celebrou que o seu regresso à Casa Branca serviria para “colocar a cultura woke no seu devido lugar” e restaurar a “ordem moral”.

### Relacionamento com a Conferência Episcopal Espanhola
De 2000 a 2005 (equivalente a dois trênios), foi secretário da Comissão Episcopal de Vida Consagrada da Conferência Episcopal Espanhola.
Eleito presidente da referida Comissão Episcopal para o triênio 2005-2008 e na Assembleia Plenária da XCI da CEE é reeleito presidente para o triênio 2008-2011. Esta posição faz dele um membro da Comissão Permanente da CEE.
Na Assembleia Plenária da CIX, ele é eleito membro do Comitê Executivo (triênio 2017-2020) do mesmo. Essa posição o torna, por sua vez, membro da Comissão Permanente.
Em março de 2018, foi nomeado membro da Comissão de Evangelização e Cultura do Conselho de Conferências Episcopais da Europa (CCEE) como diretor da seção Cultura. A comissão, criada em 2017, possui quatro seções - Cultura, Comunicação Social, Diálogo Inter-Religioso e Catequese - e inclui várias áreas pastorais que já foram seguidas pela CCEE.